# Bassignac-le-Haut
Bassignac-le-Haut – miejscowość i gmina we Francji, w regionie Nowa Akwitania, w departamencie Corrèze.
Według danych na rok 1990 gminę zamieszkiwało 311 osób, a gęstość zaludnienia wynosiła 17 osób/km² (wśród 747 gmin Limousin Bassignac-le-Haut plasuje się na 348. miejscu pod względem liczby ludności, natomiast pod względem powierzchni na miejscu 378.).

## Populacja

Populacja Bassignac-le-Haut w latach 1962–2008